# Словацкая крона
Слова́цкая кро́на (словац. slovenská koruna) (код ISO 4217 — «SKK») — национальная валюта Словакии в 1993—2008 годах.

## Первая крона
Впервые словацкая крона была введена в 1939 году. Первоначально это были банкноты Чехословакии с надпечаткой «Словацкое государство», затем государственные билеты Словацкой республики и наконец банкноты Национального банка Словакии.
Существовали банкноты в 5, 10, 20, 50, 100, 500, 1000, 5000 крон различных выпусков и монеты в 5, 10, 20, 50 геллеров, 1, 5, 10, 20 и 50 крон.
С освобождением Чехословакии от немецкой оккупации эти и другие обращавшиеся на территории Чехословакии деньги были обменены на чехословацкие кроны образца 1944 года. Суммы до 500 крон обменивались без ограничения, на более высокие суммы был установлен менее выгодный тариф. Разменные монеты словацкой кроны (за исключением серебряных) обращались c 1945 года на территории всей Чехословакии наравне с чехословацкими вплоть до реформы 1953 года.

### Монеты
| Изображение | Номинал     | Материал    | Диаметр (мм) | Толщина (мм) | Масса (г) | Гурт     | Годы выпуска             |
| ----------- | ----------- | ----------- | ------------ | ------------ | --------- | -------- | ------------------------ |
|             | 5 геллеров  | цинк        | 14           | 1,1          | 0,94      | гладкий  | 1942                     |
|             | 10 геллеров | бронза      | 16           | 1,1          | 1,66      | гладкий  | 1939 1942                |
|             | 20 геллеров | бронза      | 18           | 1,1          | 2,5       | гладкий  | 1940 1941 1942           |
|             | 20 геллеров | алюминий    | 18           | 1,2          | 0,65      | гладкий  | 1942 1943                |
|             | 50 геллеров | медь+никель | 20           | 1,6          | 3,3       | гладкий  | 1940 1941                |
|             | 50 геллеров | алюминий    | 20           | 1,5          | 1,0       | гладкий  | 1943 1944                |
|             | 1 крона     | медь+никель | 22           | 2            | 5,0       | рубчатый | 1940 1941 1942 1944 1945 |
|             | 5 крон      | никель      | 27           | 1,9          | 8,0       | рубчатый | 1939                     |
|             | 10 крон     | серебро-500 | 29           | 1,4          | 7,0       | гладкий  | 1944                     |
|             | 20 крон     | серебро-500 | 31           | 2,5          | 15,0      | рубчатый | 1939                     |
|             | 20 крон     | серебро-500 | 31           | 2,5          | 15,0      | рубчатый | 1941                     |
|             | 50 крон     | серебро-700 | 34           | 2,2          | 16,5      | рубчатый | 1944                     |

### Банкноты
| Номинал   | Размеры | Изображение | Аверс                                 | Реверс                             | Дата выпуска     | Дата вывода     |
| --------- | ------- | ----------- | ------------------------------------- | ---------------------------------- | ---------------- | --------------- |
| 5 крон    | 122×59  |             | 10-летняя девочка Ганичка Иштваникова | Мотивы словацкой природы           | 15 февраля 1945  | 31 октября 1945 |
| 10 крон   | 142×72  |             | Андрей Глинка                         | Молодая девушка, номинал           | 23 октября 1939  | 31 октября 1945 |
| 10 крон   | 131×62  |             | Людовит Велислав Штур                 | Продукция словацкого производства  | 26 октября 1944  | 31 октября 1945 |
| 20 крон   | 153×76  |             | Андрей Глинка                         | Могила Милана Растислава Штефаника | 9 декабря 1939   | 31 октября 1945 |
| 20 крон   | 139×67  |             | Ян Голлы                              | Словацкая столовая посуда          | 25 сентября 1943 | 31 октября 1945 |
| 50 крон   | 127×67  |             | Ребёнок в словацком костюме           | Оравский град                      | 18 декабря 1940  | 31 октября 1945 |
| 100 крон  | 127×73  |             | Прибина                               | Славянский житель                  | 1 сентября 1941  | 31 октября 1945 |
| 500 крон  | 175×85  |             | Юрай Яношик                           | Татры                              | 26 октября 1944  | 31 октября 1945 |
| 1000 крон | 192×90  |             | Святополк I                           | Герб Словакии                      | 17 августа 1942  | 31 октября 1945 |
| 5000 крон | 203×96  |             | Моймир I                              | Герб Словакии                      | -                | -               |

## Вторая крона
Повторно словацкая крона была введена в обращение 8 февраля 1993 года после распада Чехословакии. Чехословацкая крона обменивалась на словацкую в соотношении 1:1.
1 словацкая крона равнялась 100 геллерам (словац. halier). Существовали монеты достоинством 50 геллеров и 1, 2, 5, 10 крон; банкноты — 20, 50, 100, 200, 500, 1000 и 5000 крон. Монеты чеканились на монетном дворе в Кремнице. Монеты в 10 и 20 геллеров были изъяты из обращения 31 декабря 2003 года.
С 1 января 2009 года вместо кроны был введён евро. Полностью из оборота исчезла 17 февраля 2009 года. Словацкие кроны меняются на евро ЦБ Словакии без ограничений по времени по курсу 30.126 крон за евро. К обмену принимаются только банкноты, срок обмена монет истек 31 декабря 2013 года.

### Монеты
| Аверс | Реверс | Номинал     | Материал             | Диаметр (мм) | Толщина (мм) | Масса (г) | Гурт                 | Годы выпуска                                      |
| --- | ------ | ----------- | -------------------- | ------------ | ------------ | --------- | -------------------- | ------------------------------------------------- |
| |        | 10 геллеров | алюминий             | 17           | 1,5          | 0,72      | гладкий              | 1993 1994 1995 1996-2002 2003                     |
| |        | 20 геллеров | алюминий             | 19,5         | 1,5          | 0,95      | рубчатый             | 1993-2002 2003                                    |
| |        | 50 геллеров | алюминий             | 22           | 1,5          | 1,2       | гладкий              | 1993 1994 1995                                    |
| |        | 50 геллеров | сталь, плак. медью   | 18,75        | 1,6          | 2,8       | прерывисто- рубчатый | 1996 1997 1998 1999 2000-2007 2008                |
| |        | 1 крона     | сталь, плак. бронзой | 21           | 1,7          | 3,85      | рубчатый             | 1993-1995 1996-2001 2002 2003 2004 2005-2007 2008 |
| |        | 2 кроны     | сталь, плак. никелем | 22,5         | 1,7          | 4,4       | гладкий с орнаментом | 1993-1995 1996-2000 2001-2003 2004-2006 2007 2008 |
| |        | 5 крон      | сталь, плак. никелем | 24,75        | 1,7          | 5,4       | рубчатый             | 1993-1995 1996-2006 2007 2008                     |
| |        | 10 крон     | бронза               | 26,5         | 1,7          | 6,6       | гладкий с орнаментом | 1993-1995 1996-2002 2003 2004-2008                |
| Примечание: жирным выделены годы, когда данные монеты выходили только в составе наборов. Масштаб изображений — 3,0 пикселя на миллиметр. |        |             |                      |              |              |           |                      |                                                   |

### Банкноты
| Изображение | Изображение | Номинал (крон) | Размеры (мм) | € эквивалент | Основные цвета | Основные цвета | Аверс                                                             | Реверс                                                                     |
| ----------- | ----------- | -------------- | ------------ | ------------ | -------------- | -------------- | ----------------------------------------------------------------- | -------------------------------------------------------------------------- |
|             |             | 20             | 128×65       | €0.66        |                | Зелёный        | Князь Прибина                                                     | Нитранский замок                                                           |
|             |             | 50             | 134×68       | €1.66        |                | Синий          | Кирилл и Мефодий                                                  | Церковь Святого Михаила Архангела и первые 7 букв глаголицы                |
|             |             | 100            | 140×71       | €3.32        |                | Красный        | Мадонна в церкви Левочи                                           | Церковь святого Якова в Левочи и городская стена                           |
|             |             | 200            | 146×74       | €6.64        |                | Бирюзовый      | Антон Бернолак — лингвист и католический священник                | Трнава в XVIII веке                                                        |
|             |             | 500            | 152×77       | €16.60       |                | Коричневый     | Людовит Велислав Штур — идеолог словацкого национального движения | Братиславский град и церковь святого Михаила                               |
|             |             | 1000           | 158×80       | €33.19       |                | Фиолетовый     | Андрей Глинка — политик и католический священник                  | Мадонна из церкви Липтовски-Микулаша; церковь святого Андрея в Ружомбероке |
|             |             | 5000           | 164×82       | €165.97      |                | Оранжевый      | Милан Растислав Штефаник — политик и дипломат                     | Могила Стефаника на холме Брадло: Большая Медведица                        |